# スターリングエンジン

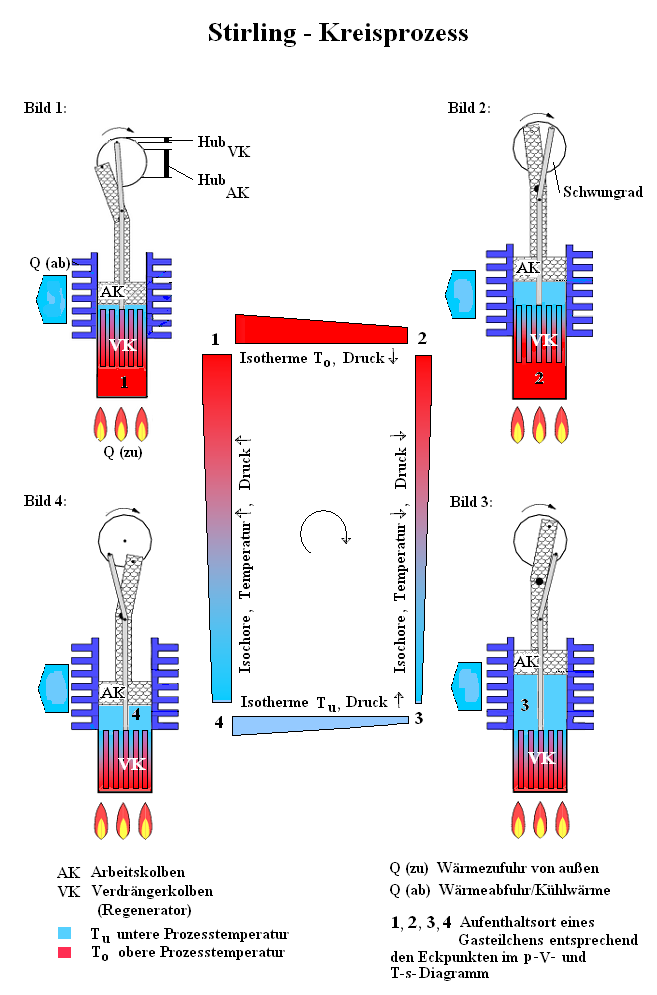

スターリングエンジン（英: Stirling engine）とは、熱機関の形式のひとつで、シリンダー内のガス（もしくは空気等）を外部から加熱・冷却し、その体積の変化（加熱による膨張・冷却による収縮）により仕事を得る外燃機関である。熱交換をすることによってカルノーサイクルと同じ理論熱効率となる。スコットランドの牧師、ロバート・スターリングが1816年に発明し、名称はこれに由来する。

## 概要

実際のエンジンではこのように高温部と低温部を分離した機構が用いられる

スターリングエンジンは、理想的にはカルノーサイクルを実現する熱機関である。存在しうる熱機関の中で最も高い効率で熱エネルギーを仕事に変換できる可能性がある。熱エネルギーを仕事(力学的エネルギー)に変換する効率はカルノーサイクルを超える事は出来ず、現実的にはカルノーサイクルに等しい熱効率を実現することはできないが、スターリングエンジンによる熱エネルギーからの変換効率はカルノーサイクルに最も近いといわれている。実際の装置では、燃焼熱の多くはガス以外の部分に流れて浪費されてしまい、理論効率に近づけるためには、複雑な構造が必要である。
熱効率は高温部と低温部の温度差が大きいほど高くなり、内部に封入されているガスの熱容量によって出力の上限が制限されるため、体積あたりの出力が小さく、十分な出力を得るためには装置が大型化するという欠点があり、装置が大型化するほど内部の気体を移動させるために必要なエネルギーが大きくなり損失が増大する。
体積を比較的気にしなくて良い発電所などの固定設備用途であっても熱効率の高さによる燃料費節約のメリットよりも設備費が大きくなるデメリットの方が大きく、総合的な費用対効果はディーゼルエンジンや蒸気タービンに劣るため、実際に使用される場面は非常に限られている。また、出力応答性も悪いため自動車やオートバイなどの乗り物に使用するのにも不向きで、潜水艦の補助動力（AIP）など効率よりも粛音性能を要求されるような特殊な事例でしか乗り物での実績がない。このような事情から理論上の効率は最高でも、現実には実用性が低い機関となっている。
潜水艦などでの利用に際しては、機関内部に気体の高圧ヘリウムを用いる。ヘリウムは比熱容量が大きいため高圧にして密度を高めることで体積あたりの出力を高め小型化を実現した。しかし、気体であるヘリウムはごくわずかな隙間からでも漏れるというリーク問題があり、製造には高度なシーリング技術が求められることから、コストを引き上げる要因にもなっている。粛音性が高いと言っても稼動部があることには変わりがなく、用途も限られるため従来の鉛蓄電池より高性能なリチウムイオン二次電池が実用化されたことによりAIPを廃止した潜水艦が登場している。

## 特徴
- カルノーサイクルに近い熱効率が実現できる。
- 冷凍サイクルとすれば、高い成績係数が実現できる。
- 多種多様な熱源を利用できる。
- 負荷追従性に劣る（これは、内燃機関のように、一サイクルだけシリンダ内に多くの燃料を送り込むといった操作ができないためである）。
- 内燃機関のような爆発がないので作動が静粛である。
- 機関の体積あたりの出力が低く、大出力を得ようとすると機関が大型化、大重量化する。
  - この欠点を補うために内部の気体に比熱容量の大きな物を使う、高圧ガスにして体積あたりの質量を増やすという対策が取られている。
- 高圧部が無いため爆発の危険性が低い（当初は蒸気機関と比べて最大のメリットであった）。
  - 効率化のために内部の気体を高圧化するようになったためにメリットと言えなくなった。
- 配管に耐熱耐圧構造を必要としないため作成や保守が容易である。
  - このメリットは現代の実用装置では無くなってしまい、逆に耐圧シーリングや保守の煩雑を招いている。

## 歴史

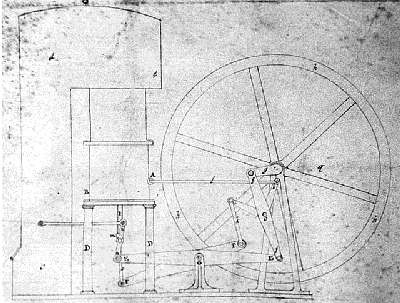
ロバート・スターリングの1816年の特許申請書に添付されていた図

1816年、スコットランドの牧師であり、発明家であるロバート・スターリングが発明した。それまでにもホットエアエンジンと称する機関を作ろうとする試みはあったが、スターリングが1818年に製作して採石場の排水ポンプとして使ったものが世界初の実働する機械である。スターリングエンジンという呼称が当初から広く使われていたわけではない。スターリングの元々の特許の主題は、様々な用途で燃料消費を節約する"economiser"と当人が呼んだ熱交換装置であった。特許には、彼の独創的なクローズド・サイクルのエアエンジン設計における economiser の一形式の詳細を描いており、それは今日「リジェネレータ」と呼ばれているものに他ならない。ロバート・スターリングと兄弟のジェームズはその後も開発を続け、様々な改良について特許を取得した。例えば、1843年には与圧式のものを完成し、スターリングの所有するダンディーの工場内の全ての機械を十分駆動できる出力が得られるようになった。
異論はあるが、スターリングエンジンは燃費向上と同時に、当時の蒸気機関のボイラーが頻繁に爆発を起こし死傷者を出す危険な装置であり安全性が疑問視されていた（ボイラープレートを参照）ことから、より安全な動力源を作るという意図があったと一般に言われている。しかし、スターリングエンジンの出力と効率を最大にするには非常に高温で運用する必要があり、当時の材料では限界があった。初期に作られた少数のエンジンは、蒸気機関のボイラーのような危険さはないものの、頻繁に故障を繰り返した。実際、スターリングのダンディー工場でも4年間で3回、シリンダーを交換するような故障が発生し、その後蒸気機関に置き換えたという。

### 19世紀後半
ダンディー工場でのスターリングエンジンが失敗に終わったあと、スターリング兄弟が更なる開発を行ったという記録はなく、蒸気機関全盛時代となった。技術の進展に伴って蒸気機関のボイラーが安全になり、効率も良くなったためである。しかし1860年ごろ、水を汲み上げるポンプや教会のパイプオルガンへの空気供給など、それほど出力を必要としない用途でスターリングエンジンが使われ続けていたという事実もある。安価な素材を使っているため高温では運用できず、したがって効率も低かった。スターリングエンジンの蒸気機関に対する利点は、火を扱える人間なら誰でも操作できるという点である。20世紀になってもいくつかの機種が生産され続けたが、若干の瑣末な改良を除いてこの間のスターリングエンジンの進歩はほとんどなかった。

### 20世紀における復権

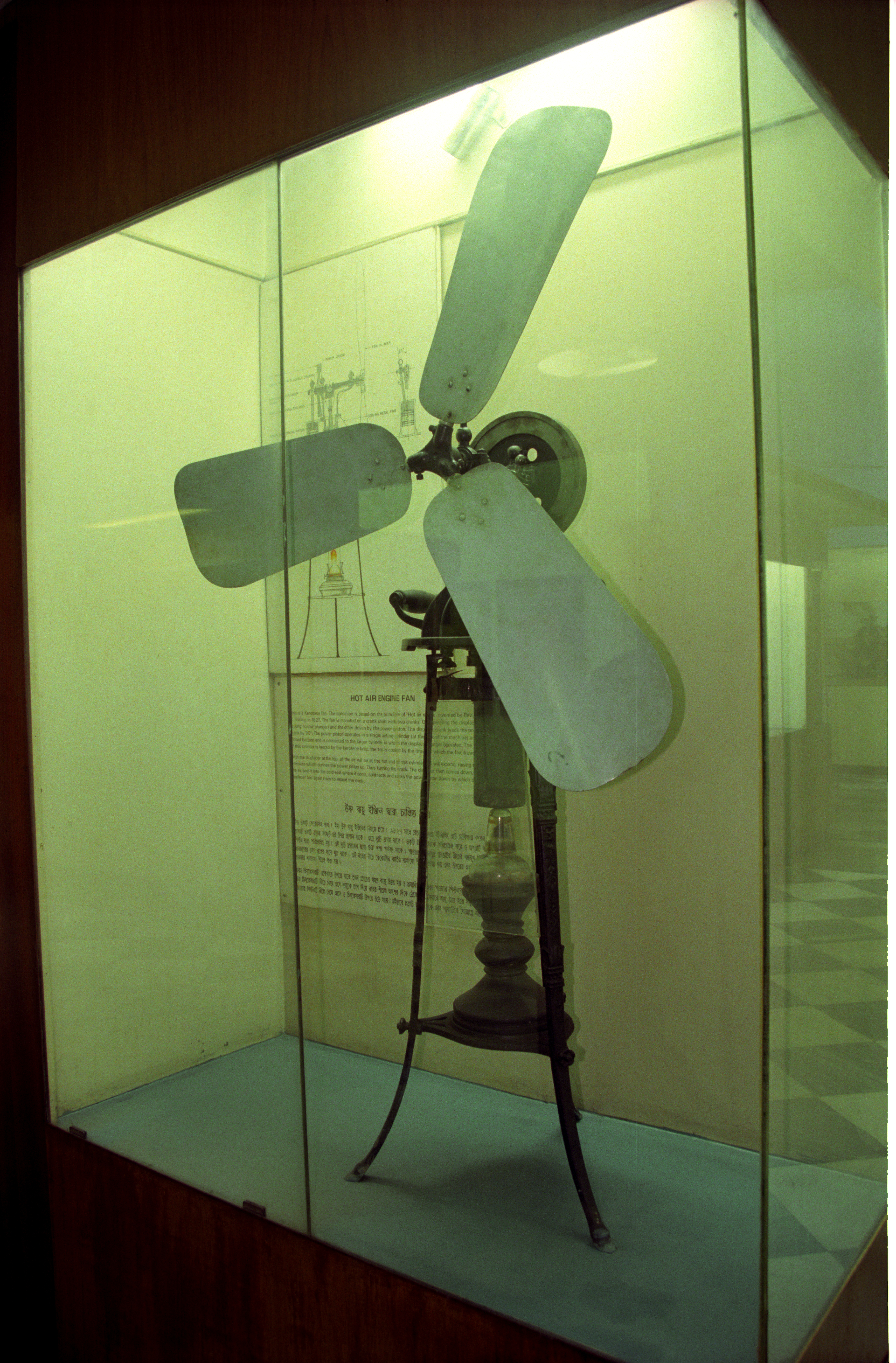
石油ランプを熱源とするホットエアー・エンジン・ファン

20世紀初め、スターリングエンジンは家庭用発動機として使われており、アメリカでは石油ランプを熱源とするスターリングエンジンを動力とした扇風機（ホットエアー・エンジン・ファン）や石油ストーブの上部に取り付けて熱源としつつ温風を送るエアサーキュレーターが一時期普及していたが、電気扇風機の出現と電力網の発達で役目を終え、発動機としても徐々に電動機や小型内燃機関に取って代わられつつあった。1930年代末には忘れられた存在となり、玩具や小型換気扇用に細々と製造されていただけだった。そのころ、フィリップスはラジオを拡販するため、電力網が届いておらず、電池も入手が難しい場所で使えるラジオを作れないか考えていた。フィリップス経営陣は携帯可能な小型発電機の開発を決め、アイントホーフェンの研究所の技術者らに実用化の検討を命じた。
各種動力源を体系的に比較し、静か（音も静かなうえ、電波ノイズ源となるスパークプラグがない）で様々な熱源（ランプ用オイルなど、安価でどこでも入手できるもの）を使えるということで、スターリングエンジンが選ばれた。彼らはまた、蒸気機関や内燃機関とは異なり、スターリングエンジンは何年も改良されていないため、最新の素材とノウハウを応用すれば劇的に改良できると考えた。

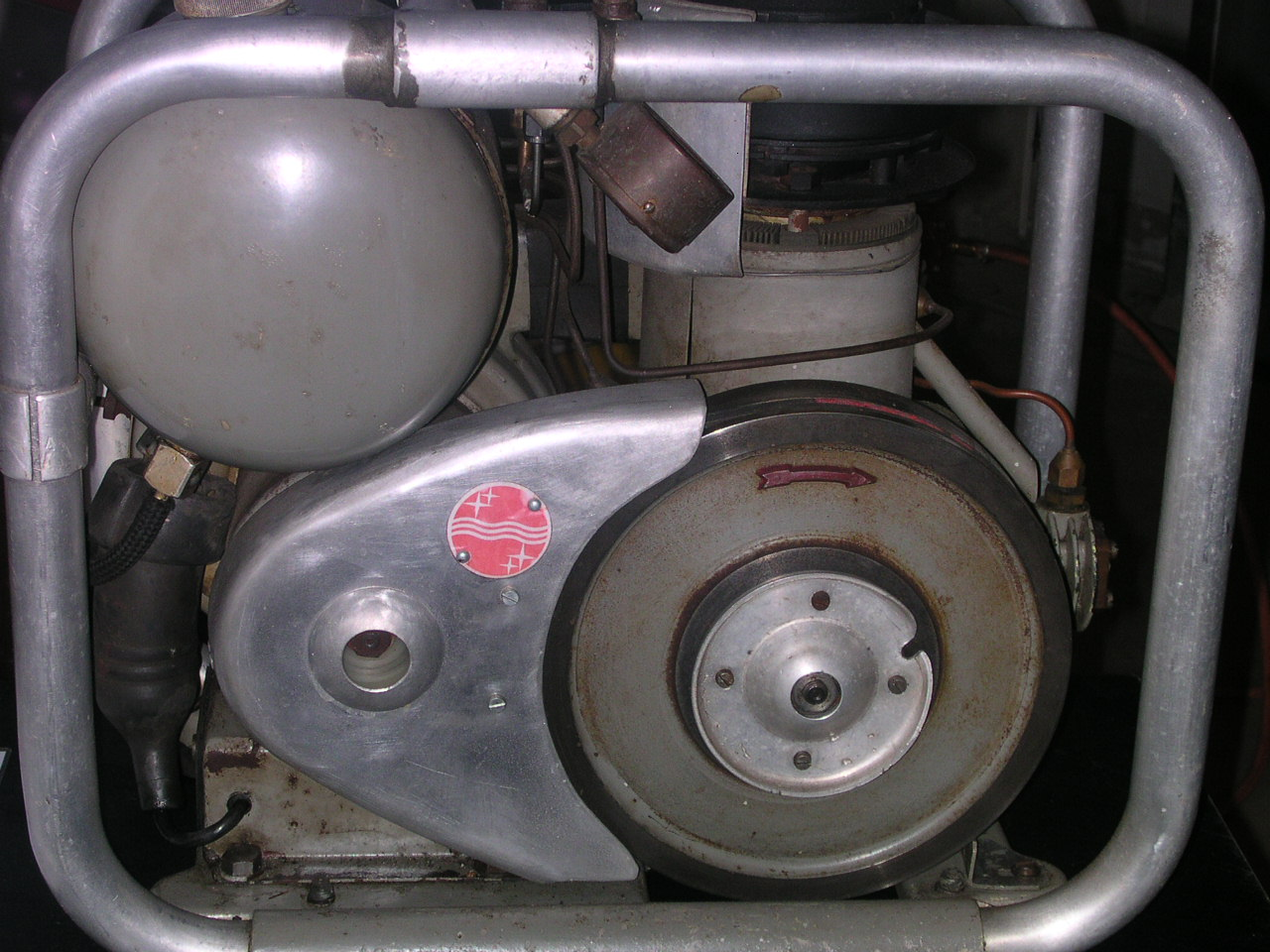
フィリップス MP1002CA スターリング発電機（1951年）

最初に製作した実験用エンジンは、口径とストロークは30mm×25mmで、エンジンとしての出力は16ワットだった。これに気をよくして、フィリップスはさらに開発を進めた。第二次世界大戦中も開発は続き、1940年代末ごろType 10がフィリップスから子会社のJohan de Wittに渡され、発電機に組み込まれた。それが口径とストロークが55mm×27mmで出力200Wの MP1002CAである。フィリップス社では当初、製品であるMP1002CAの取り扱い説明書では空気機関と称している。1951年に生産開始となったが、価格面で同様のスペックの発電機に太刀打ちできないことが明らかで、しかも当初の目的だったラジオもトランジスタ化によって消費電力が電池で十分に事足りる程までにずっと低くなっていた。結局150台だけ生産され、一部は世界各地の大学が購入し、学生にスターリングエンジンを教えるための教材となった。
フィリップスは様々な用途の実験用スターリングエンジンを1970年代末まで開発し続けた。しかし商業的に成功したのは「逆スターリングエンジン」を使った低温冷却器だけだった。しかし一連の開発で多数の特許を取得し、知識も蓄えた。フィリップスはこれを他社にライセンス供与し、それがその後の開発の基盤となった。
その後、オイルショックの時期や、1970年代に自動車の排ガス規制が強化された時期、さらにそれ以降も自動車用エンジンとして開発されたが、実用化はされなかった。20世紀末にかけて、いくつかの企業が中出力のプロトタイプを開発し、中には少量ながら販売されたものもあった。しかし、高価であることと、アクセルレスポンスが悪いなど未解決の技術的問題が存在することから、大量に出回ることはなかった。21世紀に入ってエコロジーの観点からコジェネレーション用として実用化の検討が始まっている。

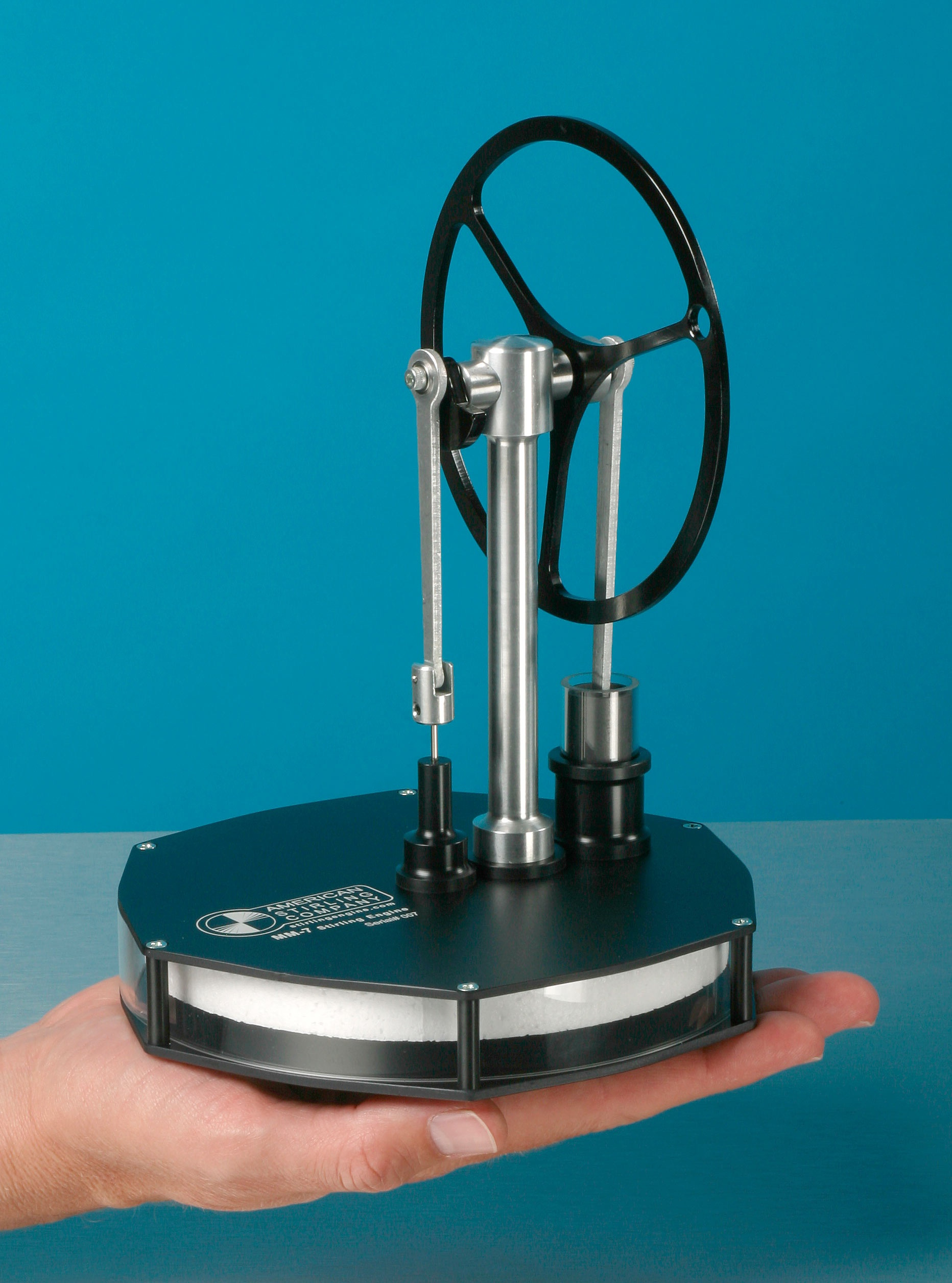
小型のスターリングエンジン動作モデル

低出力エンジンの分野では、キットや組み立て済みのものも含めて様々なものが入手可能である。従来型の小型機種や実用に耐える大型機種以外に、1980年代には低温で動作する平板型が登場した。

## 熱源の多様性
スターリングエンジンの理想気体における熱効率はカルノーサイクルのそれと同じく
{\displaystyle \eta _{\mathrm {th} }={\frac {W}{Q_{H}}}={\frac {Q_{H}-Q_{L}}{Q_{H}}}=1-{\frac {Q_{L}}{Q_{H}}}=1-{\frac {T_{L}}{T_{H}}}}
である。つまり、高温側の温度が高く、低温側の温度が低いほど熱効率が高くなる。外燃機関であるために熱源を選ばないという特長があるが、同時に外燃機関であるために高温側の温度を高くしにくく、低温側の温度に熱効率が大きな影響を受ける。そのために低温側の冷熱源に無尽蔵の海水を用いることが出来る船舶用として開発が進められた。
潜水艦では1995年、スウェーデンのゴトランド級潜水艦に最初に搭載された。日本では、はるしお型の練習艦あさしおにて試験され、その実用性が確認されたことから、そうりゅう型潜水艦に正式採用され、2009年3月から海上自衛隊で運用されている。
国内の船舶ディーゼル機関の排熱回収システムとしてはeスター(パナソニックの社内ベンチャー会社)と海技研が共同で開発しており、内航船にて実運航が行われている。
熱源として、太陽熱や地熱、放射性同位体の放射性壊変により発生する熱や内燃機関等の廃熱等も利用できる。体温程度の低温度差でも作動する。

## スターリング冷凍機
スターリングエンジンのサイクルを逆サイクルとすれば冷凍機（ヒートポンプ）としても動作し、その性質を利用した冷凍機がある。極低温の用途で使用されており、液体窒素冷却や、赤外線設備や超伝導磁石の冷却などに利用されている。